# 2006년 FIFA 월드컵 예선
2006년 FIFA 월드컵 예선에는 총 197개 팀이 참가했는데, 개최국 독일이 개최국 자격으로 자동 진출하여 31장의 진출권을 놓고 예선을 치렀다.
2006년 FIFA 월드컵에 출전하게 될 31개의 티켓 배분은 아래와 같이 이루어졌다.
- 유럽 (UEFA) : 14장 (52개 팀), 10장 (본선 직행) + 1장 (개최국 독일) + 3장 (플레이오프를 통해 진출함)
- 남아메리카 (CONMEBOL) : 4.5장 (10개 팀), 4장 (본선 직행) + 0.5장 (오세아니아와의 대륙간 플레이오프를 통해 결정함)
- 북아메리카 (CONCACAF) : 3.5장 (34개 팀), 3장 (본선 직행) + 0.5장 (아시아와의 대륙간 플레이오프를 통해 결정함)
- 아프리카 (CAF) : 5장 (51개 팀)
- 아시아 (AFC) : 4.5장 (39개 팀), 4장 (본선 직행) + 0.5장 (북중미와의 대륙간 플레이오프를 통해 결정함)
- 오세아니아 (OFC) : 0.5장 (12개 팀, 남미와의 대륙간 플레이오프를 통해 결정함)

이 대회부터는 지난 대회 우승 팀에 대한 자동 출전권이 폐지되었기 때문에 2002년 FIFA 월드컵 우승 팀인 브라질도 예선에 참가하였다.

## 예선 그룹

### 남아메리카 축구 연맹(CONMEBOL)
- 브라질,  아르헨티나,  에콰도르,  파라과이 본선 진출.
- 우루과이는 대륙간 플레이오프(대 오세아니아)에 진출하였으나  오스트레일리아에 패배.

### 북중미카리브 축구 연맹(CONCACAF)
푸에르토리코 불참.
- 미국,  멕시코,  코스타리카 본선 진출.
- 트리니다드 토바고는 플레이오프(대 아시아)에 진출하여  바레인에 승리.

### 아시아 축구 연맹(AFC)
부탄, 브루나이, 캄보디아, 필리핀 불참. 괌, 네팔 기권. 미얀마 출전 금지.
최종 라운드 결과는 아래와 같다.
- A조
  -  사우디아라비아,  대한민국 본선 진출.
  -  우즈베키스탄 플레이오프 진출.
- B조
  -  일본,  이란 본선 진출.
  -  바레인 플레이오프 진출.

플레이오프
- 바레인이 대륙간 플레이오프(대 북아메리카)에 진출하였으나  트리니다드 토바고에 패배.

### 아프리카 축구 연맹(CAF)
지부티 불참. 중앙아프리카 공화국 기권.
최종 라운드 결과는 아래와 같다.
- A조  토고 본선 진출.
- B조  가나 본선 진출.
- C조  코트디부아르 본선 진출.
- D조  앙골라 본선 진출.
- E조  튀니지 본선 진출.

### 오세아니아 축구 연맹(OFC)
- 오스트레일리아는 대륙간 플레이오프(대 남아메리카)에 진출하여  우루과이에 승리.

### 유럽 축구 연맹(UEFA)
각 조 1위 팀(본선 직행)과 2위 팀은 아래와 같다.
- 개최국  독일 본선 진출.
- 1조  네덜란드,  체코.
- 2조  우크라이나,  튀르키예.
- 3조  포르투갈,  슬로바키아.
- 4조  프랑스,  스위스.
- 5조  이탈리아,  노르웨이.
- 6조  잉글랜드,  폴란드.
- 7조  세르비아 몬테네그로,  스페인.
- 8조  크로아티아,  스웨덴.
- 폴란드와 스웨덴은 2위 팀 가운데 승점이 높아 자동으로 본선 진출.

플레이오프 결과
- 스페인,  스위스,  체코 본선 진출.

## 대륙간 플레이오프
- 북중미카리브 - 아시아 플레이오프
  -  트리니다드 토바고가 합계 2 : 1로 본선 진출.

| 팀 1              | 합계  | 팀 2   | 1차전 | 2차전 |
| ----------------- | ----- | ------ | ----- | ----- |
| 트리니다드 토바고 | 2 - 1 | 바레인 | 1 - 1 | 1 - 0 |

- 남미 - 오세아니아 플레이오프
  -  오스트레일리아가 합계 1 : 1, 승부차기 4 : 2로 본선 진출.

| 팀 1     | 합계              | 팀 2           | 1차전 | 2차전        |
| -------- | ----------------- | -------------- | ----- | ------------ |
| 우루과이 | 1 - 1 (2 - 4 PSO) | 오스트레일리아 | 1 - 0 | 0 - 1 (연장) |

## 본선 진출국

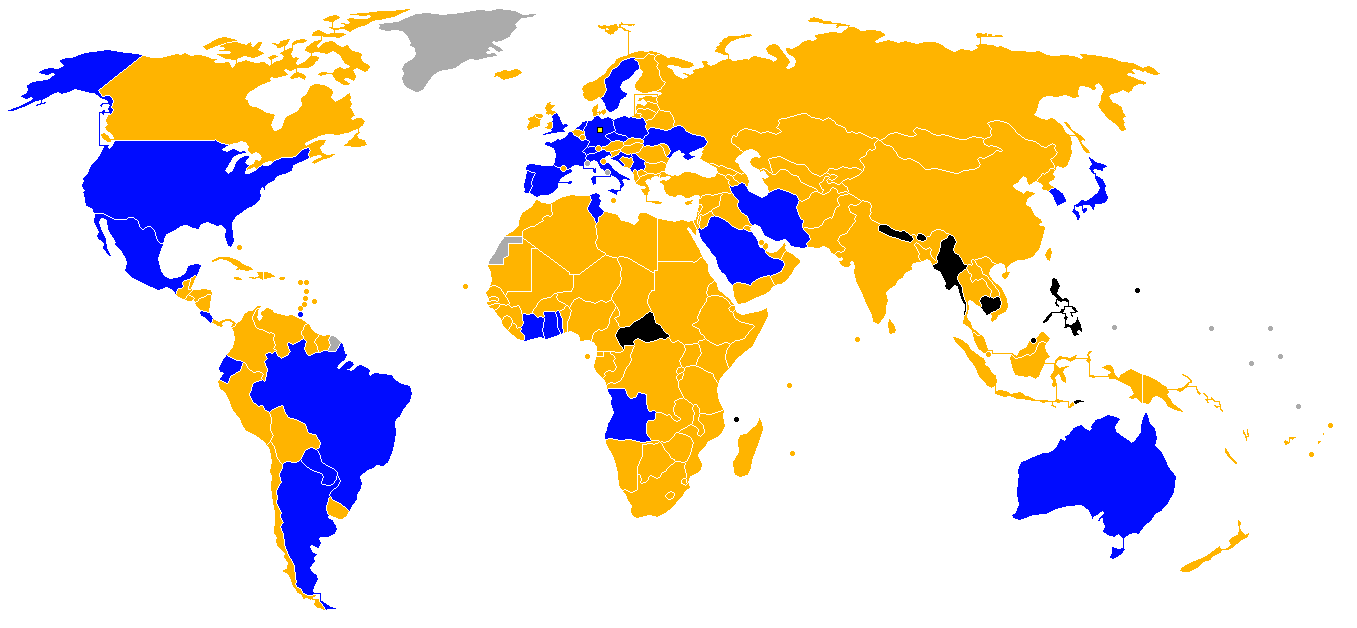
2006년 FIFA 월드컵 예선

|  | 본선 진출                 |
|  | 탈락 (기권과 실격을 포함) |
|  | 불참                      |
|  | FIFA 비회원국             |

| 팀                     | 참가 자격                       | 본선 진출 확정일 | 통산 출전 횟수 | 연속 진출 횟수 | 마지막 진출 | 역대 최고 성적                      |
| ---------------------- | ------------------------------- | ---------------- | -------------- | -------------- | ----------- | ----------------------------------- |
| 독일(H, 1)             | 개최국                          | 2000년 7월 6일   | 16             | 14             | 2002        | 우승 (1954, 1974, 1990)             |
| 일본                   | 아시아 최종 예선 B조 1위        | 2005년 6월 8일   | 3              | 3              | 2002        | 16강 (2002)                         |
| 사우디아라비아         | 아시아 최종 예선 A조 1위        | 2005년 6월 8일   | 4              | 4              | 2002        | 16강 (1994)                         |
| 대한민국               | 아시아 최종 예선 A조 2위        | 2005년 6월 8일   | 7              | 6              | 2002        | 4위 (2002)                          |
| 이란                   | 아시아 최종 예선 B조 2위        | 2005년 6월 8일   | 3              | 1              | 1998        | 조별 리그 (1978, 1998)              |
| 아르헨티나             | 남미 지역 예선 2위              | 2005년 6월 8일   | 14             | 9              | 2002        | 우승 (1978, 1986)                   |
| 우크라이나             | 유럽 예선 2조 1위               | 2005년 9월 3일   | 1              | 1              | 첫 출전     | 첫 출전                             |
| 미국                   | 북중미 최종 예선 1위            | 2005년 9월 3일   | 8              | 5              | 2002        | 3위 (1930)                          |
| 브라질                 | 남미 지역 예선 1위              | 2005년 9월 5일   | 18             | 18             | 2002        | 우승 (1958, 1962, 1970, 1994, 2002) |
| 멕시코                 | 북중미 최종 예선 2위            | 2005년 9월 7일   | 14             | 4              | 2002        | 8강 (1970, 1986)                    |
| 가나                   | 아프리카 최종 예선 2조 1위      | 2005년 10월 8일  | 1              | 1              | 첫 출전     | 첫 출전                             |
| 토고                   | 아프리카 최종 예선 1조 1위      | 2005년 10월 8일  | 1              | 1              | 첫 출전     | 첫 출전                             |
| 잉글랜드               | 유럽 예선 6조 1위               | 2005년 10월 8일  | 12             | 3              | 2002        | 우승 (1966)                         |
| 폴란드                 | 유럽 예선 6조 2위               | 2005년 10월 8일  | 7              | 2              | 2002        | 3위 (1974, 1982)                    |
| 앙골라                 | 아프리카 최종 예선 4조 1위      | 2005년 10월 8일  | 1              | 1              | 첫 출전     | 첫 출전                             |
| 코트디부아르           | 아프리카 최종 예선 3조 1위      | 2005년 10월 8일  | 1              | 1              | 첫 출전     | 첫 출전                             |
| 튀니지                 | 아프리카 최종 예선 5조 1위      | 2005년 10월 8일  | 4              | 3              | 2002        | 조별 리그 (1978, 1998, 2002)        |
| 크로아티아             | 유럽 예선 8조 1위               | 2005년 10월 8일  | 3              | 3              | 2002        | 3위 (1998)                          |
| 스웨덴                 | 유럽 예선 8조 2위               | 2005년 10월 8일  | 11             | 2              | 2002        | 준우승 (1958)                       |
| 네덜란드               | 유럽 예선 1조 1위               | 2005년 10월 8일  | 8              | 1              | 1998        | 준우승 (1974, 1978)                 |
| 이탈리아               | 유럽 예선 5조 1위               | 2005년 10월 8일  | 16             | 12             | 2002        | 우승 (1934, 1938, 1982)             |
| 포르투갈               | 유럽 예선 3조 1위               | 2005년 10월 8일  | 4              | 2              | 2002        | 3위 (1966)                          |
| 코스타리카             | 북중미 최종 예선 3위            | 2005년 10월 8일  | 3              | 2              | 2002        | 16강 (1990)                         |
| 에콰도르               | 남미 지역 예선 3위              | 2005년 10월 8일  | 2              | 2              | 2002        | 조별 리그 (2002)                    |
| 파라과이               | 남미 지역 예선 4위              | 2005년 10월 8일  | 7              | 3              | 2002        | 16강 (1986, 1998, 2002)             |
| 세르비아 몬테네그로(2) | 유럽 예선 7조 1위               | 2005년 10월 12일 | 10             | 1              | 1998        | 4위 (1930, 1962)                    |
| 프랑스                 | 유럽 예선 4조 1위               | 2005년 10월 12일 | 12             | 3              | 2002        | 우승 (1998)                         |
| 체코(3)                | 유럽 플레이오프 승자            | 2005년 11월 16일 | 9              | 1              | 1990        | 준우승 (1934, 1962)                 |
| 스위스                 | 유럽 플레이오프 승자            | 2005년 11월 16일 | 8              | 1              | 1994        | 8강 (1934, 1938, 1954)              |
| 스페인                 | 유럽 플레이오프 승자            | 2005년 11월 16일 | 12             | 8              | 2002        | 4위 (1950)                          |
| 오스트레일리아         | 남미-오세아니아 플레이오프 승자 | 2005년 11월 16일 | 2              | 1              | 1974        | 조별 리그 (1974)                    |
| 트리니다드 토바고      | 아시아-북중미 플레이오프 승자   | 2005년 11월 16일 | 1              | 1              | 첫 출전     | 첫 출전                             |

- (H) - 개최국으로서 자동 진출
- 1 1954년부터 1990년까지 서독으로 출전한 것을 포함한다.
- 2 분리되기 이전의 유고슬라비아의 기록을 포함함.
- 3 1934년부터 1990년까지 체코슬로바키아로 출전한 것을 포함한다. 만약 체코슬로바키아로서의 기록을 제외한다면 이번이 첫 출전이다.
- 굵은 글씨로 표시된 팀은 2006년 FIFA 월드컵 본선 조 추첨에서 톱 시드를 배정받은 팀이다.